# گزنترک
گزنترک جماعت و شهرکی در شمال غربی تاجیکستان است که در ناحیهٔ غانچی ولایت سغد قرار دارد. جمعیت این جماعت ۱۳٬۳۵۹ نفر است.